# Nären, Östergötland
Nären är en sjö i Åtvidabergs kommun i Östergötland och ingår i Storåns huvudavrinningsområde. Sjön har en area på 1,07 kvadratkilometer och ligger 118,2 meter över havet. Sjön avvattnas av vattendraget Storån (Fallån).

## Delavrinningsområde
Nären ingår i det delavrinningsområde (645168-150501) som SMHI kallar för Utloppet av Nären. Medelhöjden är 129 meter över havet och ytan är 4,45 kvadratkilometer. Räknas de 2 avrinningsområdena uppströms in blir den ackumulerade arean 29,3 kvadratkilometer. Avrinningsområdets utflöde Storån (Fallån) mynnar i havet. Avrinningsområdet består mestadels av skog (75 procent). Avrinningsområdet har 1,07 kvadratkilometer vattenytor vilket ger det en sjöprocent på 24,1 procent.